# بليز ماتويدي
بليز ماتويدي (بالفرنسية: Blaise Matuidi)‏ (مواليد 7 أبريل 1987 في تولوز - فرنسا) لاعب كرة قدم فرنسي سابق في مركز الوسط المدافع سبق وأن لعب مع أندية عديدة أبرزها باريس سان جيرمان ويوفنتوس. لعب سابقًا لصالح نادي سانت إتيان الفرنسي منذ 2007 وإلى 2011 ثم لصالح باريس سان جيرمان حتى 2017.
بتاريخ 18 أغسطس 2017، انتقل لاعب الوسط الدولي الفرنسي بليز ماتويدي من باريس سان جيرمان إلى يوفنتوس، بطل الدوري الإيطالي.

## روابط خارجية
- بليز ماتويدي على موقع الاتحاد الدولي (مؤرشف)  (الإنجليزية)
- بليز ماتويدي على موقع الاتحاد الأوربي (الإنجليزية)
- بليز ماتويدي على موقع رابطة كرة القدم الفرنسية للمحترفين (الإنجليزية)
- بليز ماتويدي على موقع الدوري الأمريكي (الإنجليزية)
- بليز ماتويدي على موقع إي إس بي إن إف سي (الإنجليزية)
- بليز ماتويدي على موقع قاعدة بيانات كرة القدم.إي يو (الإنجليزية)
- بليز ماتويدي على موقع ليكيب (الفرنسية)
- بليز ماتويدي على موقع ناشيونال فوتبول تيمز (الإنجليزية)
- بليز ماتويدي على موقع Soccerbase.com (لاعب) (الإنجليزية)
- بليز ماتويدي على موقع Soccerway.com (الإنجليزية)